# محمد علي الخولي
محمد علي الخولي (أبو مجدي؛ 1939 - 19 ديسمبر 2019) هو أديب وكاتب ومؤلف وعالم لغوي فلسطيني، من مواليد مدينة طولكرم الفلسطينية، وهو صاحب مجموعة كبيرة من المؤلفات الأدبية واللغوية والفكرية.

## سيرته
ولد محمد علي الخولي في مدينة طولكرم بفلسطين عام 1939، تلقى تعليمه في مدارس مدينته، ثم التحق بكلية دار المعلمين بعمان حيث حصل منها على الدبلوم عام 1958. التحق بعد ذلك بالجامعة الأمريكية ببيروت حيث حصل منها عام 1966 على كل من الدبلوم في فن التعليم، والبكالوريوس في اللغة الإنجليزية. حصل عام 1971 على درجة الماجستير في اللغويات التطبيقية واللغة الإنجليزية من ذات الجامعة، ثم حصل على درجة الدكتوراه في اللغويات التطبيقية واللغة الإنجليزية من ذات الجامعة عام 1975.
عمل معلمًا للغة الإنجليزية في مدارس الأردن منذ عام 1958 وحتى عام 1963، ثم محاضرًا للغة الإنجليزية في كلية الحسين بالأردن منذ عام 1966 وحتى عام 1967. توجه بعد ذلك إلى أبو ظبي حيث عمل فيها معلمًا للغة الإنجليزية منذ عام 1967 وحتى عام 1971، ثم معلمًا للغة الإنجليزية في الكويت منذ عام 1971 وحتى عام 1975.
عمل أستاذًا للغة الإنجليزية في جامعة الرياض منذ عام 1975 وحتى عام 1990، ثم أستاذًا للغة الإنجليزية في جامعة الإسراء الأردنية منذ عام 1991 وحتى عام 1998، وأستاذًا للغة الإنجليزية في جامعة فيلادلفيا الأردنية منذ عام 1998 وحتى عام 2002، ثم أستاذًا للغة الإنجليزية في جامعة الزيتونة الأردنية.
كان عميدًا ورئيسًا لقسم اللغة الإنجليزية لمدة اثنتي عشر عامًا في عدة جامعات عربية، وشارك في مجموعة من المؤتمرات الدولية حول اللغة الإنجليزية وتعليم اللغات والترجمة، وهو عضو في عدة جمعيات علمية منها رابطة تيسول الدولية للغة الإنجليزية "TESOL" في الولايات المتحدة الأمريكية، وجمعية أساتذة اللغة الإنجليزية في الجامعات العربية، وجمعية الترجمة الأردنية، وغيرها.

## مؤلفاته
ألف محمد علي الخولي العديد من الكتب بالإنجليزية والعربية التي وصل عددها إلى ما يزيد عن 90 كتابًا، من بينها:
- «دليل الطالب في التربية العملية».
- «التراكيب الشائعة في اللغة العربية دراسة إحصائية»، عام 1982م.
- «معجم علم الأصوات»، تم النشر بواسطة دار الفرزدق التجارية، عام 1982م.
- «الأصوات اللغوية»، عام 1987م.
- «تعليم اللغة حالات وتعليقات»، عام 1988م.
- «حقيقة عيسى المسيح»، تم النشر في أغسطس 1990م بواسطة دار الفلاح للنشر والتوزيع.
- «البريق الزائف للحضارة الغربية»، تم النشر بواسطة دار الفلاح للنشر والتوزيع، عام 1993م.
- «الحياة مع لغتين - الثنائية اللغوية»، عام 1998م.
- «الاختبارات التحصيلية»، تم النشر بواسطة دار الفلاح للنشر والتوزيع، عام 1998م.
- «قواعد تحويلية للغة العربية»، تم النشر بواسطة المكتبة الأزهرية للتراث، عام 1999م.
- «تعلم الإملاء بنفسك».
- «المهارات الدراسية»، تم النشر بواسطة دار الكفاح، عام 2000م.
- «مدخل إلى علم اللغة»، عام 2000م.
- «كيف تكتب بحثاً»، تم النشر بواسطة دار الفلاح للنشر والتوزيع، عام 2001م.
- «مقارنة بين الأناجيل الأربعة»، تم النشر بواسطة دار الفلاح، عام 2001م.
- «الترجمة العلمية من اللغة الإنجليزية إلى اللغة العربية».
- «أساليب تدريس اللغة العربية».
- «دراسات لغوية».
- «الاختبارات اللغوية».
- «أساليب التدريس العامة».
- «علم الدلالة (علم المعنى)».
- «التحريف في التوراة».
- «اليهود من كتابهم».
- «الإسلام والنصرانية: دراسة مقارنة».
- «الإسلام والحضارة الغربية».
- «Why have they chosen Islam»، صدر عام 2006م عن دار الفلاح للنشر والتوزيع.
- «The Only Right Choice: Islam الاختيار الصحيح الوحيد: الإسلام»، صدر عام 2008م عن دار الفلاح للنشر والتوزيع.
- «تكامل المحتوى والتربية والتكنولوجيا»، تم النشر بواسطة دار الفلاح، عام 2008م.
- «Technical Translation (E→ A) الترجمة التقنية (من الإنجليزية إلى العربية)»، صدر عام 2016م عن دار الفلاح للنشر والتوزيع.

## جوائز
حصل محمد علي الخولي على مجموعة من الجوائز والتكريمات من أبرزها «جائزة شخصية العام 2018-2019 في مجال تعليم العربية للناطقين بغيرها» من «اتحاد معلمي العربية للناطقين بغيرها».

## وفاته
توفي محمد علي الخولي في العاصمة الأردنية عمان بتاريخ 19 ديسمبر 2019، عن عمر ناهز 80 عامًا.

## روابط خارجية
- صورة للدكتور محمد علي الخولي خلال تكريمه بجائزة شخصية العام 2018-2019 في مجال تعليم العربية للناطقين بغيرها، 14 أغسطس 2019.
- محمد علي الخولي على موقع أرشيف الشارخ.
- محمد علي الخولي على موقع المكتبة المفتوحة (الإنجليزية)